# JTBC
JTBC és una xarxa de subscripció i emissora de Corea del Sud, en què l'accionista més important és JoongAng Ilbo/The JoongAng Group amb un 25% de les accions. Es va llançar l'1 de desembre de 2011.
JTBC és una de les quatre noves xarxes generals de televisió per cable sud-coreanes a nivell nacional al costat del canal A de Dong-A Ilbo, la televisió Chosun Ilbo de Chosun Ilbo i la MBN de Maeil Kyungje el 2011. Les quatre noves xarxes complementen les xarxes de televisió convencionals existents com KBS, MBC, SBS i altres canals més petits es van llançar després de la desregulació el 1990.